# Federación Europea de Energías Renovables
La Federación Europea de Energías Renovables (FEER, o EREF por sus siglas en inglés) es una federación de asociaciones de los Estados miembros de la Unión Europea que trabajan en el sector de la energía producida a partir de fuentes renovables, tales como la minihidroeléctrica, la eólica, la mareomotriz, la biomasa lignocelulósica, la solar y la geotérmica. Asociaciones relacionadas con la generación eléctrica a partir de desechos no biológicos no forman parte de la FEER ni están invitadas a unirse. 